# Яббі звичайний
Яббі звичайний, австралійський синій рак (Cherax destructor) — вид десятиногих ракоподібних родини Parastacidae.

## Поширення
Ендемік Австралії. Поширений у річках, прісних озерах та ставках у штатах Вікторія та Новий Південний Уельс. Спорадично трапляється у південній частині Квінсленда та Південної Австралії, у Північній території і Тасманії. Завезений у Західну Австралію, де став інвазійним видом і становить загрозу для інших видів роду Cherax.

## Опис
Рак завдовжки до 30 см, частіше 10-20 см. Забарвлення рака дуже мінливе і залежить від прозорості води та середовища проживання; забарвлення яббі може варіюватися від чорного, блакитно-чорного або темно-коричневого кольору в прозорих водах до світло-коричневого, зеленого-коричневого або бежевого кольору у мутній воді. Для акваріумістики вирощують яббі синього забарвлення.